# Ewald Georg von Kleist
Ewald Jürgen Von Kleist (Vietzow, Pomerania, 10 de junio de 1700-Koszalin, Pomerania, 10 de diciembre de 1748) fue un clérigo luterano, jurista y físico alemán.

## Biografía
Nacido en el seno de una familia noble de Pomerania, su padre fue el teniente general Ewald Joachim von Kleist (1657-1715).
Realizó estudios jurídicos en la Universidad de Leipzig y en la Universidad de Leiden.
De 1722 a 1747 fue deán de la catedral de Cammin en Pomerania (Reino de Prusia, actual Kamien Pomorski en Polonia) y miembro de la Academia Prusiana de Ciencias.

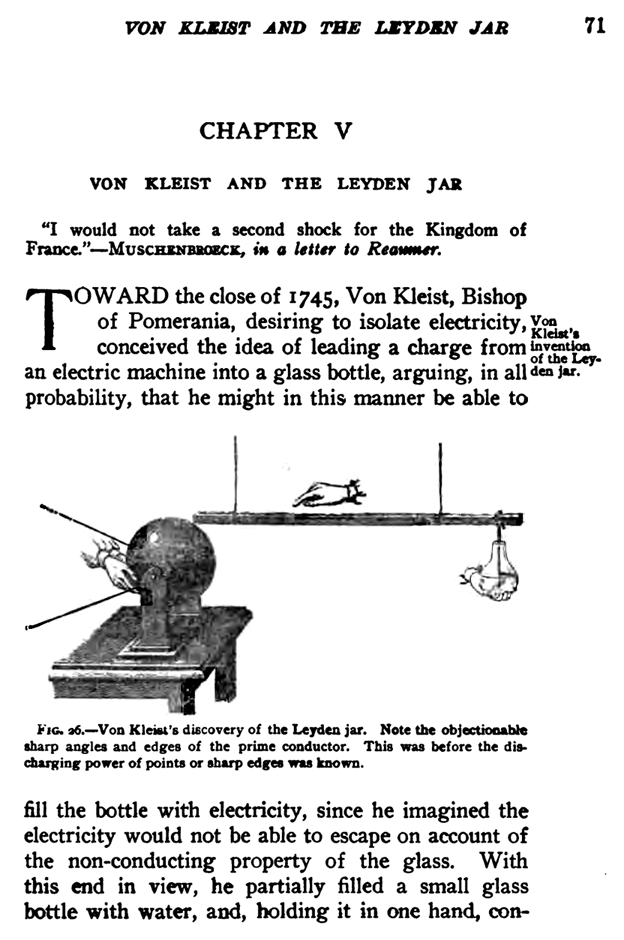
Descripción y dibujo de la botella de Leiden.

A principios de la década de 1740, se llevaron a cabo muchos experimentos relacionados con la electricidad y los generadores electrostáticos en Alemania, entre otros, los realizados por el profesor Georg Matthias Bose. Interesado por los experimentos de Bose, Kleist construyó su propia máquina para acumular electricidad estática el 11 de octubre de 1745, casi un siglo después del primitivo generador de fricción de Otto von Guericke. Así nació la "botella kleistiana", el primer dispositivo de almacenamiento eléctrico, antepasado del condensador. El 4 de noviembre de 1745, escribió sobre su descubrimiento a Johann Nathanael Lieberkühn en Danzig, quien intentó repetir el experimento, pero sin éxito. El experimento se publicó en 1746 en un apéndice del trabajo de Johann Gottlob Krüger, profesor de medicina en Halle, Geschichte der Erde, pero permaneció prácticamente desconocido fuera de Alemania. En abril de 1746, Pieter van Musschenbroek, exalumno de Willem Jacob's Gravesande y profesor de la Universidad de Leiden, asistido por Andreas Cunaeus, hizo el mismo descubrimiento de forma independiente y llamó la atención del mundo científico. En 1748, este instrumento fue bautizado “Botella de Leyden” por Jean-Antoine Nollet.
En 1747 fue designado por Federico II el Grande para el cargo de presidente de la Corte Real en Koszalin, cargo que ocupó hasta su muerte el 10 de diciembre de 1748.

## Legado

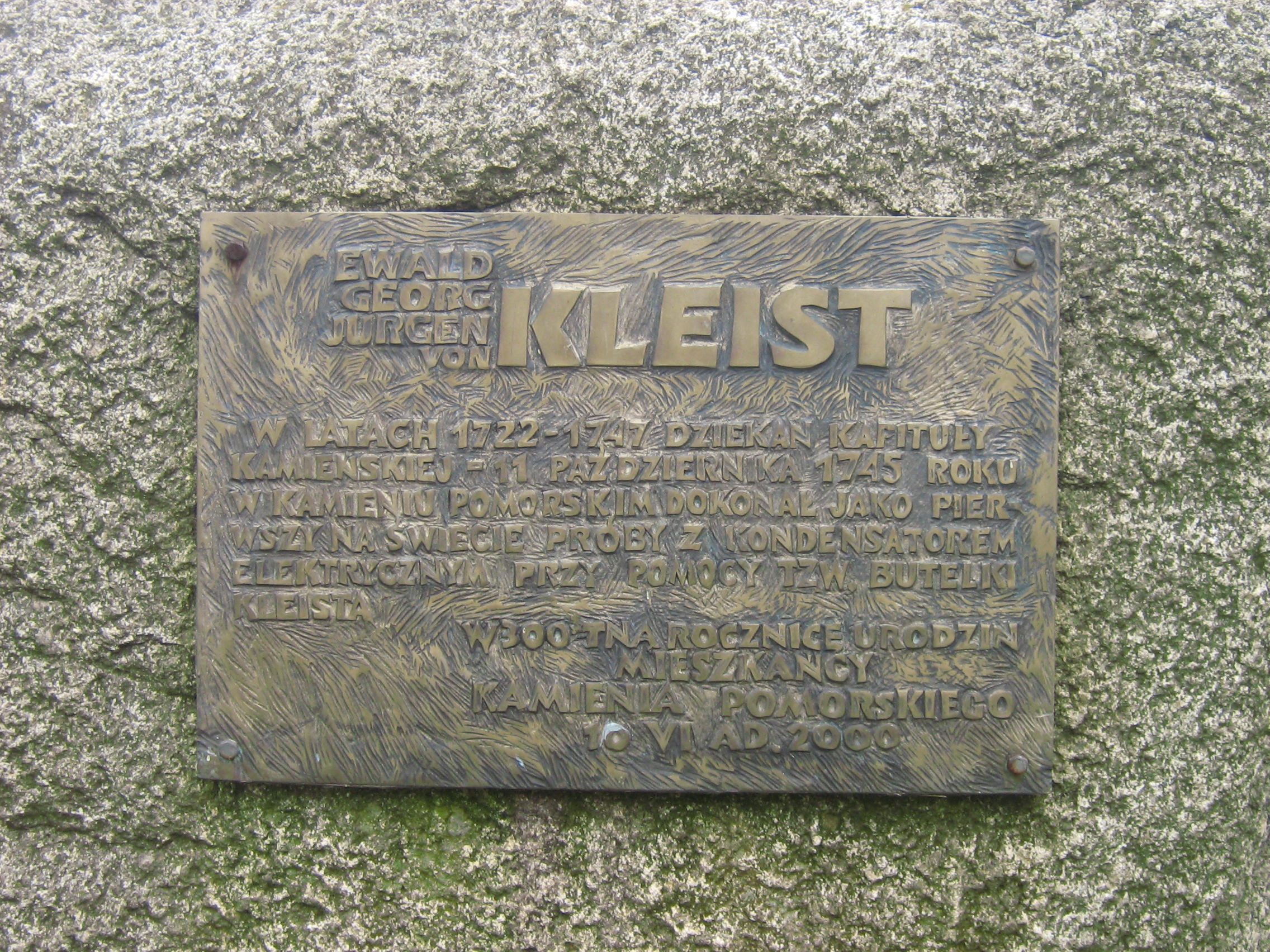
Placa conmemorativa del tercer centenario de su nacimiento.

Franz Maria Feldhaus dedica un libro de memorias de 27 páginas a Von Kleist en el que se refiere a él como el "padre de la telegrafía inalámbrica". Esta memoria fue publicada el 10 de diciembre de 1898 con motivo del 150 aniversario de su muerte.
El 11 de octubre de 2013, con motivo del aniversario de la invención de la "botella kleistiana", la European Physical Society inauguró sendas placas conmemorativas: una en el lugar de nacimiento de Von Kleist y la segunda en la Catedral de Kamień Pomorski, sobre la pared del "Palais Kleist".
En 2021, se renovó la casa solariega en la que vivía y se creó una exposición interactiva dedicada a su vida en el museo de la ciudad.